# Gerichtsbezirk Schwaz

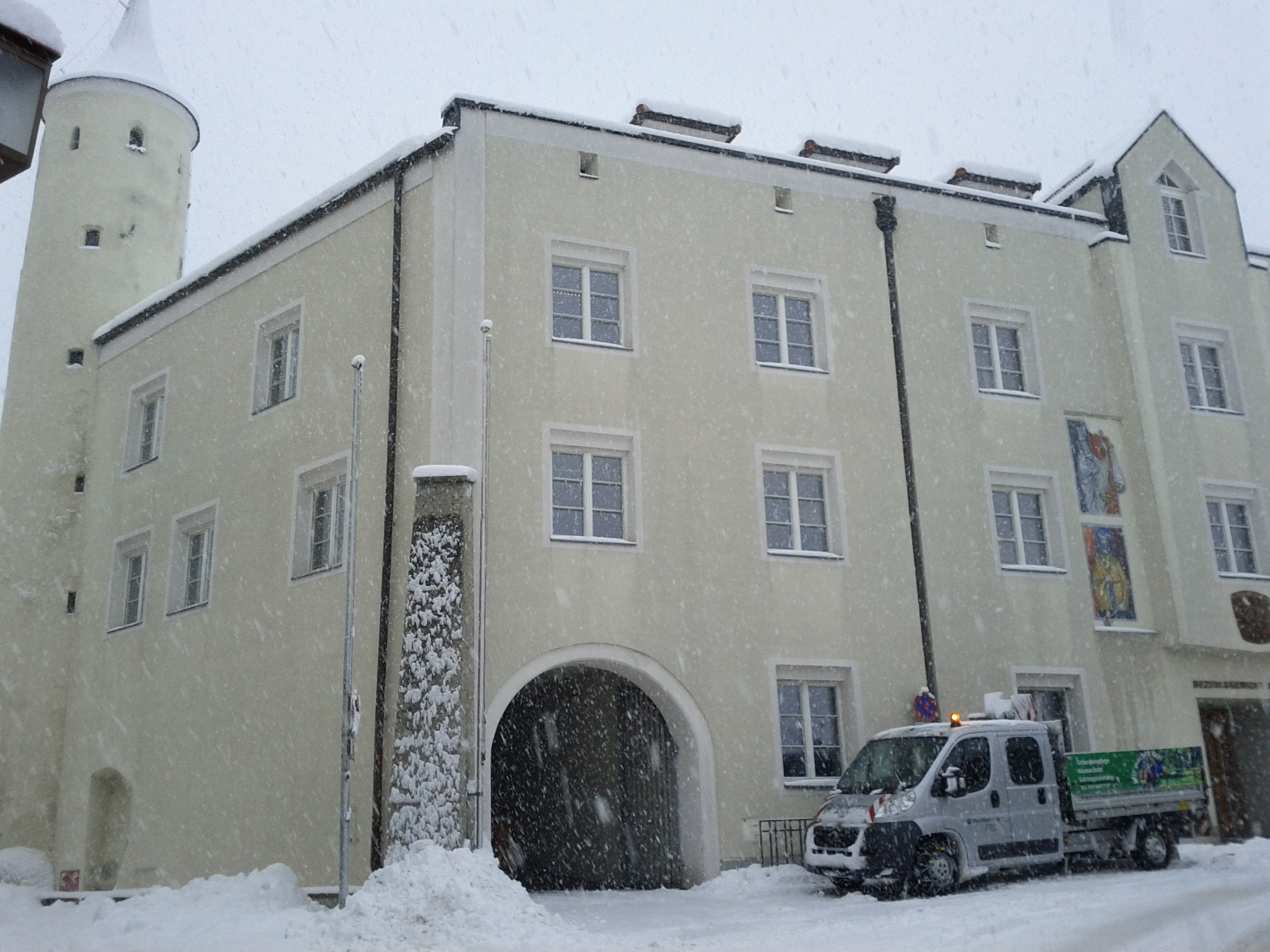
Bezirksgericht Schwaz

Der Gerichtsbezirk Schwaz ist ein dem Bezirksgericht Schwaz unterstehender Gerichtsbezirk im Bundesland Tirol. Er ist neben dem Gerichtsbezirk Zell am Ziller einer von zwei Gerichtsbezirken im politischen Bezirk Schwaz.

## Geschichte
Der Gerichtsbezirk Schwaz wurde durch eine 1849 beschlossene Kundmachung der Landes-Gerichts-Einführungs-Kommission geschaffen und umfasste ursprünglich die 13 Gemeinden Achenthal, Buch, Eben, Gallzein, Jenbach, Pill, Schwaz, Stans, Straß, Vomp, Weer, Weerberg und Wiesing.
Der Gerichtsbezirk Schwaz bildete im Zuge der Trennung der politischen von der judikativen Verwaltung
ab 1868 gemeinsam mit den Gerichtsbezirken Fügen und Zell den Bezirk Schwaz.
Der Gerichtsbezirk Schwaz erfuhr 1928 eine Veränderung, nachdem die Gemeinde Terfens aus dem Gerichtsbezirk Hall ausgeschieden und per 1. April 1928 dem Gerichtsbezirk Schwaz zugewiesen wurde.
Die nationalsozialistische Verwaltungsreform führte langfristig zu einer Vergrößerung des Gerichtsbezirks. Mit der „Verordnung des Landeshauptmanns vom 15. Oktober 1938 über die Einteilung des Landes Tirol in Verwaltungsbezirke“ wurde der „Verwaltungsbezirk Schwaz“ (später „Landkreis Schwaz“) aus dem bisherigen Bezirk Schwaz sowie den Gemeinden Kolsaß und Kolsaßberg (bisher Bezirk Innsbruck-Land bzw. Gerichtsbezirk Solbald Hall) sowie Bruck am Ziller und Steinberg am Rofan (bisher Bezirk Kufstein bzw. Gerichtsbezirk Rattenberg) gebildet.
Nach dem Zweiten Weltkrieg wurden zwar die Gemeinden Kolsaß und Kolsaßberg per 1. Jänner 1948 wieder Teil des Bezirks Innsbruck-Umgebung, Bruck am Ziller und Steinberg am Rofan verblieben hingegen als Teil des Gerichtsbezirks Rattenberg beim politischen Bezirk Schwaz.
Um die Gerichtsbezirksgrenzen wieder an die politischen Grenzen anzugleichen, übernahm der Gerichtsbezirk Schwaz per 1. Juli 1970 die Gemeinden Bruck am Ziller und Steinberg am Rofan vom Gerichtsbezirk Rattenberg.
Die Fläche des Gerichtsbezirks Schwaz erhöhte sich dadurch von 682,45 km² auf 756,38 km² (2010).

## Gerichtssprengel
Der Gerichtssprengel umfasst mit den 16 Gemeinden Achenkirch, Bruck am Ziller, Buch in Tirol, Eben am Achensee, Gallzein, Jenbach, Pill, Schwaz, Stans, Steinberg am Rofan, Strass im Zillertal, Terfens, Vomp, Weer, Weerberg und Wiesing den nördlichen Teil des Bezirks Schwaz.